# Suflete de vânzare
Suflete de vânzare (1993, denumire originală Needful Things, cu sensul de Lucruri prețioase) este un film de groază american bazat pe romanul omonim scris de Stephen King. Filmul este regizat de Fraser C. Heston, fiul actorului Charlton Heston. În rolurile principale interpretează Max von Sydow, Ed Harris și Bonnie Bedelia.

## Prezentare
Leland Gaunt, un misterios afacerist care pretinde că este din Akron, Ohio, deschide un magazin de antichități numit 'Needful Things' în orășelul Castle Rock, Maine. Fiecărui om care-i calcă pragul îi „ghicește” trecutul și de ce are nevoie, dar fiecăruia îi oferă lucrul cel mai prețios nu numai pentru bani dar și contra unui viitor serviciu pe care îl va face pentru Leland Gaunt. În curând, orașul ajunge în haos deoarece fiecare cumpărător, la cererea lui Leland Gaunt, este manipulat să facă „mici farse” altora, farse care de obicei sunt atribuite altora și care provoacă violență, ucideri și incendieri. Șeriful Alan J. Pangborn află că acesta nu este din Akron, Ohio și după ce pune lucrurile cap la cap își dă seama că Leland a fost implicat în numeroase evenimente tragice, unele vechi de sute de ani. 

## Distribuție
- Max von Sydow este Leland Gaunt/Diavolul
- Ed Harris este Șeriful Alan J. Pangborn
- Bonnie Bedelia este Polly Chalmers
- Amanda Plummer este Netitia 'Nettie' Cobb
- J. T. Walsh este Danforth 'Buster' Keeton III, primarul
- Ray McKinnon este Ajutorul de Șerif Norris Ridgewick
- Duncan Fraser este Hugh Albert Priest
- Valri Bromfield este Wilma Wadlowski Jerzyck
- Shane Meier este Brian Rusk
- William Morgan Sheppard - este Părintele Meehan
- Don S. Davis - este Reverendul Rose
- Frank C. Turner - este Pete Jerzyck